# Elisabeth af Bayern (1443-1484)
 For alternative betydninger, se Elisabeth af Bayern. (Se også artikler, som begynder med Elisabeth af Bayern)
Elisabeth af Bayern, (Elisabeth af Wittelsbach) (2. februar 1443 i München - 5. marts 1484 i Leipzig) var prinsesse af hertugdømmet Bayern-München og gennem ægteskab med kurfyrste Ernst af Sachsen kurfyrstinde af Sachsen.

## Børn
- Christine af Sachsen – gift med kong Hans af Danmark, Norge og Sverige
- Frederik 3. af Sachsen (Frederik den Vise) - kurfyste af Sachsen
- Johan 1. af Sachsen (Johan den Standhaftige)
- Margarete af Sachsen - gift med hertug Henrik 1. af Braunschweig-Lüneburg